# 川崎悦行
川崎 悦行（かわさき えつこう、かわさき えつぎょう、1901年 - 1923年11月12日）は、戦前の日本の政治運動家、初期の共産主義運動家である。

## 経歴
石川県輪島市出身。本名川崎 憲次郎。輪島男児尋常高等小学校を経て、1915年石川県立金沢商業学校に入学。在学中弁論部員として活動するかたわら、社会運動に関心をもち中途退学した。帰郷して總持寺祖院に入り、禅僧となって「悦行」の僧名を受けた。
1921年、上京して暁民会に参加、のち日本社会主義同盟の機関紙編集にたずさわった。1922年7月15日の日本共産党の結成に参加した。
1923年2月4日の党第2回大会で、共産青年同盟の組織準備委員に任命され、4月5日創立された日本共産青年同盟の初代中央委員となった。
6月5日の共産党弾圧（第一次共産党事件）で検挙され、11月12日病気のため市ヶ谷刑務所で獄死した。